# Manzini (vùng)
Manzini là một vùng của Eswatini, nằm ở phía tây của đất nước. Vào năm 2017, dân số của vùng là 355.945 người, đông dân nhất trong 4 vùng của quốc gia này. Nó được chia thành 16 tinkhundla. Nó giáp với cả ba vùng khác: Hhohho ở phía bắc, Lubombo ở phía đông, và Shiselweni ở phía nam. Manzini giáp với tỉnh Mpumalanga của Nam Phi ở phía tây. Chỉ số phát triển con người vào năm 2017 là 0,592. Thủ phủ là thành phố cùng tên Manzini.